# Fanny Brice
Fanny Brice (29 de octubre de 1891 - 29 de mayo de 1951) fue una influyente cantante, animadora y actriz teatral y cinematográfica estadounidense. Fue la creadora y estrella de la exitosa serie de humor The Baby Snooks Show.
17 años después de su muerte, su figura fue retratada en el teatro y en el cine por Barbra Streisand en la obra Funny Girl.

## Inicios

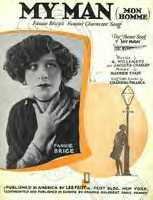
Portada de una partitura de 1921 de la canción My Man de Fanny Brice.

Fanny Brice (escrito ocasionalmente Fannie) era el nombre teatral de Fania Borach. Nació en Nueva York, en una familia de origen judío húngaro, con dos hermanos mayores que ella. En 1908 dejó la escuela para trabajar en una revista de género burlesco, y dos años más tarde inició su asociación con Florenz Ziegfeld, siendo titular de sus Ziegfeld Follies desde 1910 hasta la década de 1930.
En las Follies de 1921 cantó el tema My Man, que se convirtió en un gran éxito y que fue su canción más representativa. También la grabó para el sello Victor Records. La segunda canción más asociada con ella fue "Second Hand Rose". La grabó numerosas veces para Victor y también para Columbia. Por su disco de 1921 "My Man", recibió con carácter póstumo un Grammy Hall of Fame Award.
Entre sus filmes se incluyen My Man (1928), Be Yourself! (1930) y Everybody Sing (1938), con Judy Garland. Brice, Ray Bolger y Harriet Hoctor fueron los únicos artistas de la original Ziegfeld que se interpretaron a sí mismos en las películas The Great Ziegfeld (1936) y Ziegfeld Follies (1946). Por su contribución a la industria cinematográfica tiene una estrella en el Paseo de la Fama de Hollywood.

## Carrera
Desde la década de 1930 hasta su muerte en 1951, Fanny actuó en la radio interpretando a una niña pequeña e irritante llamada Snooks, un papel que hizo por primera vez en un sketch de Follies. Primero con Alan Reed y después con Hanley Stafford como su papá, Baby Snooks se estrenó en el programa The Ziegfeld Follies of the Air en febrero de 1936 en la cadena CBS. Ella se trasladó a la NBC en diciembre de 1937, interpretando a Snooks como parte del programa Good News, volviendo después a la CBS en Maxwell House Time, programa repartido entre números de Snooks y del humorista Frank Morgan, en septiembre de 1944. Volvió otra vez a la NBC en noviembre de 1948, en un show enteramente suyo, llamado inicialmente Toasties Time y después conocido como The Baby Snooks Show.
Brice era tan meticulosa con su programa y con su personaje, que se sabe que actuaba con vestido de niña, a pesar de que solamente era vista por la audiencia del estudio. Tenía 45 años de edad cuando el personaje inició su vida radiofónica. Además de Reed y Stafford, entre sus coprotagonistas se incluían Lulu Roman, Lalive Brownell, Lois Corbet y Arlene Harris interpretando a su madre, Danny Thomas como Jerry, Charlie Cantor como Tío Louie y Ken Christy como Mr. Weemish.
Brice y Stafford llevaron a Baby Snooks y Daddy a la televisión en una sola ocasión, una actuación en 1950 en el programa de la CBS Popsicle Parade of Stars. Tras la experiencia, volvió con Stafford y su personaje a la seguridad de la radio, donde hizo su siguiente interpretación en el legendario programa de Tallulah Bankhead The Big Show en noviembre de 1950, compartiendo cartel con Groucho Marx y Jane Powell.
Seis meses después de su actuación en The Big Show, Fanny Brice falleció en Hollywood, con 59 años de edad, a causa de una hemorragia cerebral. Está enterrada en el Cementerio Westwood Village Memorial Park de Los Ángeles.

## Matrimonios
Brice tuvo un matrimonio de corta duración en su adolescencia con un peluquero local, Frank White. Su segundo marido fue un jugador profesional, Nicky Arnstein. Antes de su boda, Arnstein cumplió 14 meses de condena en Sing Sing, donde Brice le visitaba semanalmente. En 1918 se casaron, tras vivir juntos seis años. En 1924 Arnstein fue acusado de un robo de bonos en Wall Street. Brice insistió en su inocencia y sufragó los gastos de la defensa, muy elevados. Arnstein fue condenado y cumplió tres años de condena en la penitenciaría federal de Leavenworth (Kansas). Liberado en 1927, Arnstein desapareció de la vida de Brice y de sus dos hijos. A su pesar, Brice se divorció de él. Posteriormente se casó con el compositor y productor teatral Billy Rose y actuó en su revista Crazy Quilt, entre otras. Desafortunadamente, este matrimonio también fracasó.

## Retratos de Brice

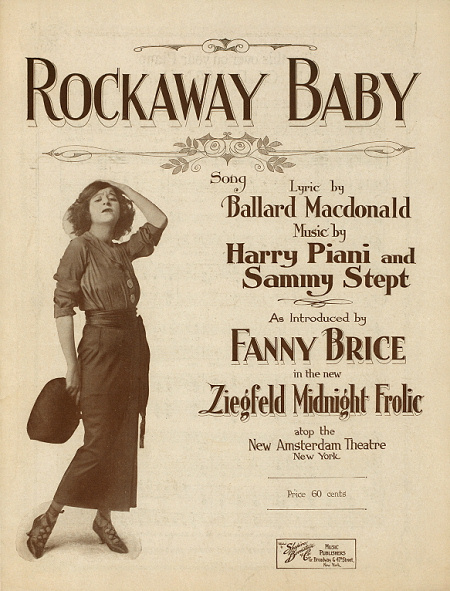
"Rockaway Baby", 1920.

Aunque los nombres de los personajes principales se cambiaron, el argumento del film de 1939 Rose of Washington Square se inspiraba en el matrimonio y carrera de Brice, hasta el extremo de tomar prestado el título de una canción que ella interpretaba en el Follies y de incluir "My Man." Ella demandó a 20th Century Fox por invadir su intimidad, ganando el caso. El productor Darryl F. Zanuck se vio forzado a borrar varios números asociados a la actriz.
Barbra Streisand interpretó a Brice en el musical de Broadway de 1964 Funny Girl, el cual se centraba en el ascenso a la fama de Brice y en su turbulenta relación con Arnstein. En 1968 Streisand ganó el Oscar a la mejor actriz por interpretar el mismo papel en su versión cinematográfica. La secuela de 1975 Funny Lady se centraba en la relación de Brice con el empresario Billy Rose.